# Фергюсон, Мэттью
Мэттью Фергюсон (англ. Matthew Ferguson; род. 3 апреля 1973, Торонто, Онтарио, Канада) — канадский актёр. Трёхкратный номинант на премию «Джини», также номинировался на премию «Джемини» за роль в телесериале «Её звали Никита».

## Биография
Родился 3 апреля 1973 года в Торонто. Окончил школу изобразительных искусств им. Клода Уотсона (англ. Claude Watson School for the Performing Arts). Дебютировал в 16 лет, начав выступать в местных театрах. В 90-х годах активно снимался в кино.
Наибольшую известность приобрёл благодаря роли техника-компьютерщика Сеймура Беркоффа в сериале «Её звали Никита» (1997-2001).

## Фильмография
| Год       |    | Русское название           | Оригинальное название   | Роль                             |
| --------- | -- | -------------------------- | ----------------------- | -------------------------------- |
| 1993      | ф  | Я люблю мужчину в униформе | I Love a Man in Uniform | Эдвард Николс                    |
| 1995      | ф  | Билли Мэдисон              | Billy Madison           | десятиклассник                   |
| 1995      | тф | Харрисон Бержерон          | Harrison Bergeron       | Гарт Бержерон                    |
| 1996      | ф  | Лилии                      | Lilies                  | молодой Билодо                   |
| 1996      | ф  | Английский пациент         | The English Patient     | канадский солдат                 |
| 1997—2001 | с  | Её звали Никита            | La Femme Nikita         | Сеймур Беркофф / Джейсон Беркофф |
| 2001      | с  | Земля: Последний конфликт  | Earth: Final Conflict   | Зак Уинслоу                      |
| 2002      | ф  | Куб 2: Гиперкуб            | Cube 2: Hypercube       | Макс Райслер                     |
| 2003      | ф  | Одержимый                  | Owning Mahowny          | Мартин                           |
| 2010      | с  | Расследование Мёрдока      | Murdoch Mysteries       | Клайв Брюстер                    |

## Награды и номинации
- 1993 — Australian Film Institute : Best Actor in a Leading Role for On My Own[2]
- 1994 — Genie Awards: Performance by an Actor in a Supporting Role for Love & Human Remains[3]
- 1996 — Genie Awards: Best Performance by an Actor in a Leading Role for Eclipse[4]
- 1996 — Genie Awards: Best Performance by an Actor in a Leading Role for Lilies[5]
- 1998 — Gemini Awards: Best Performance by an Actor in a Featured Supporting Role in a Dramatic Series for La Femme Nikita[5]
- 2003 — ACTRA Toronto Awards: Outstanding Performance - Male for I Shout Love[6]